# Síntomas B
Los síntomas B  se refiere a un conjunto de síntomas sistémico de fiebre, sudores nocturnos, y pérdida de peso que pueden estar asociados tanto a linfoma de Hodgkin como a linfoma no hodgkiniano. La presencia o ausencia de síntomas B tiene un valor pronóstico y se recoge en el estadiaje de estos linfomas.

## Descripción y nomenclatura
Los síntomas B son llamados de esta forma porque en el estadiaje de los linfomas se incluye un número (I-IV) y una letra (A o B). «A» indica la ausencia de síntomas sistémicos, y la letra «B» indica su presencia.
Los síntomas B incluyen:
1. Fiebre mayor de 38 °C. fiebre de Pel-Ebstein, la clásica fiebre intermitente asociada a la enfermedad de Hodgkin, ocurre de forma variable a intervalos de días o semanas en al menos 1 o 2 semanas antes de remitir.
2. Sudoración, especialmente nocturna.
3. Perdida de peso no voluntaria de >10% del peso normal en un período de 6 meses o menos.